# Spiroplectammininae
Spiroplectammininae es una subfamilia de foraminíferos bentónicos de la familia Spiroplectamminidae, de la superfamilia Spiroplectamminoidea, del suborden Spiroplectamminina y del orden Lituolida. Su rango cronoestratigráfico abarca desde el Carbonífero hasta la actualidad.

## Discusión
Clasificaciones previas incluían Spiroplectammininae en el suborden Textulariina, en el orden Textulariida, o en el orden Lituolida sin diferenciar el suborden Spiroplectamminina.

## Clasificación
Spiroplectammininae incluye a los siguientes géneros:
- Ammobaculoides †
- Bolivinopsis †
- Heterantyx †
- Orectostomina
- Palustrella, también aceptado en subfamilia Palustrellinae
- Quasispiroplectammina †
- Spiroplectammina
- Spiroplectella
- Spiroplectinella

Otros géneros asignados a Spiroplectammininae y clasificados actualmente en otras familias son:
- Kaminskia †, ahora en la familia Kaminskiidae
- Spirorutilus, ahora en la familia Kaminskiidae

Otros géneros considerados en Spiroplectammininae son:
- Paraibaella, aceptado como Orectostomina
- Plectoeratidus
- Spiroplectoides, aceptado como Bolivinopsis